# Nebrodgran
Nebrodgran (Abies nebrodensis) är en tallväxtart som först beskrevs av Michele Lojacono-Pojero, och fick sitt nu gällande namn av Giovanni Ettore Mattei. Arten ingår i släktet ädelgranar och familjen tallväxter. Inga underarter finns listade i Catalogue of Life.

## Utbredning och habitat
Nebrodgranen förekommer endemisk i Madoniebergen på norra Sicilien nära staden Polizzi Generosa. Arten saknas däremot i Nebrodibergen trots att dess namn syftar på bergstrakten. På grund av återskapade bestånd hittas nebrodgranen mellan 700 och 2 000 meter över havet. Arten bildar ofta skogar med silvergran och med bokar.

## Hot
Vid början av 1900-talet betraktades arten som utdöd, men 1957 återupptäcktes enstaka exemplar. Året 2014 fanns 32 vuxna exemplar varav 25 hade reproduktionsförmåga, samt 155 unga träd. På grund av skyddsåtgärder ökar beståndet fortfarande. IUCN kategoriserar arten globalt som akut hotad.

## Bildgalleri

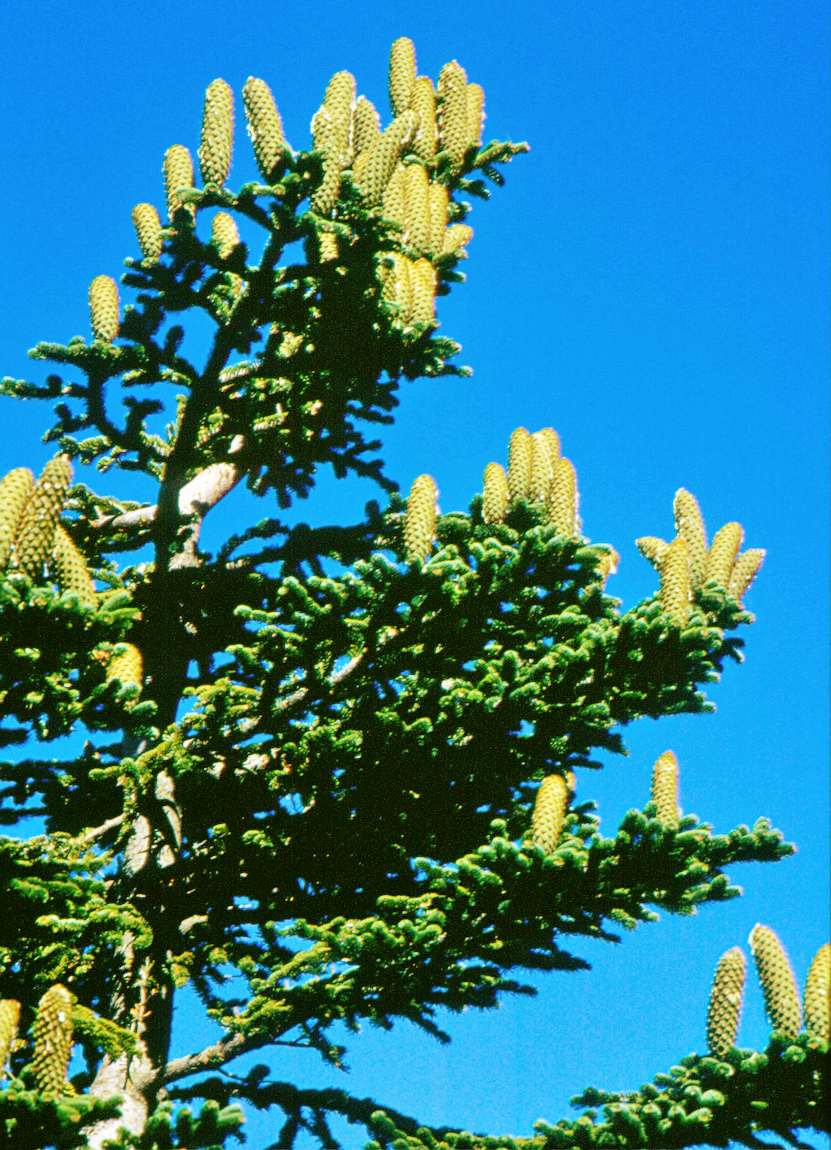
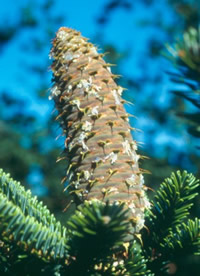
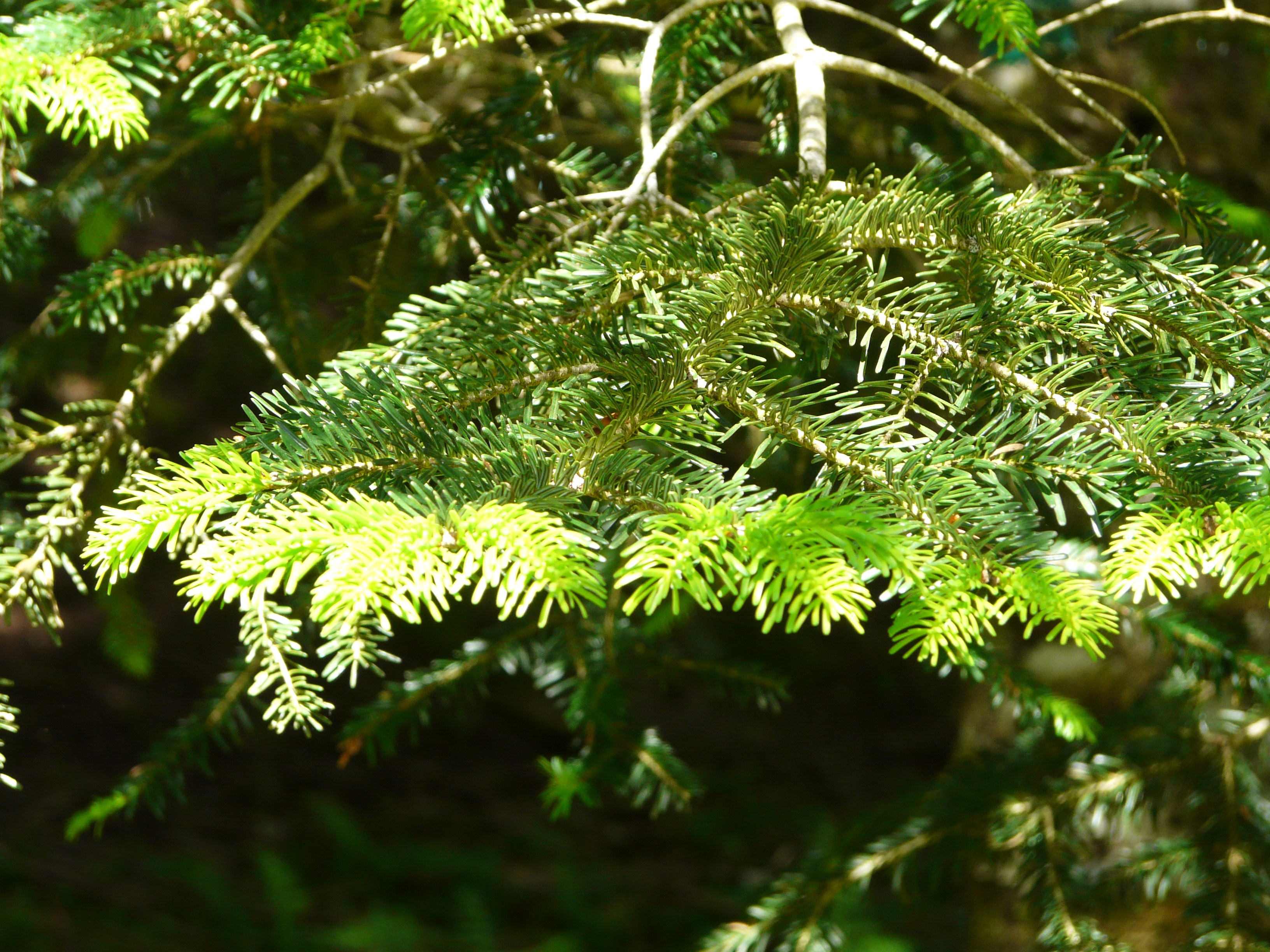